# Kościół Wniebowzięcia Najświętszej Maryi Panny w Breźnie

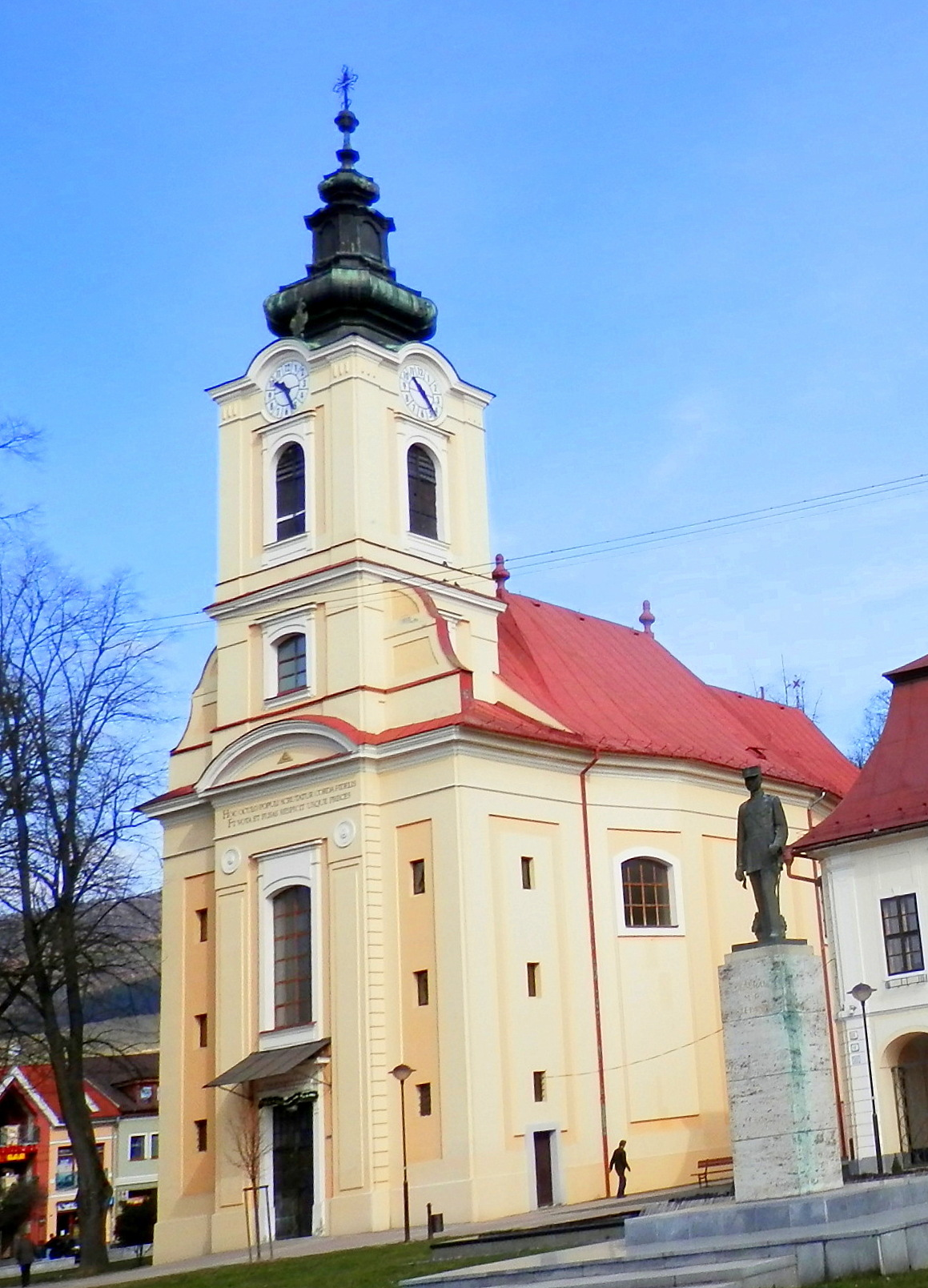
Kościół Wniebowzięcia Najświętszej Maryi Panny w Breźnie

Kościół Wniebowzięcia Najświętszej Maryi Panny w Breźnie (słow. Rímsko-katolícky kostol Nanebovzatia Panny Márie) – kościół obrządku rzymskokatolickiego w Breźnie w kraju bańskobystrzyckim na Słowacji. Wznosi się w centralnej części głównego placu miasta (Namestie gen. M. R. Štefanika).

## Historia
Kościół wzniesiono po wielkim pożarze miasta z 1779 r., w latach 1782–1793. Murowany, jednonawowy, z masywną, czworoboczną wieżą na osi. Utrzymany w stylu barokowym, z późnobarokowym wystrojem i wyposażeniem wnętrza. W głównym ołtarzu obraz Wniebowzięcia Najświętszej Marii Panny autorstwa Jána Juraja Fuchsa i tabernakulum dłuta Andreja Marušiaka z Rajca. Polichromię wnętrz kościoła wykonał bańskobystrzycki malarz Václav Zettler w 1786 r., natomiast organy są dziełem znanego mistrza Jána Pažického z Rajca.